# Partita Armageddon
La partita Armageddon (o sudden death) è una partita a scacchi nella quale si dà al giocatore col bianco un piccolo vantaggio di tempo, ma deve necessariamente vincere per aggiudicarsi la partita. In caso di patta la vittoria va al conduttore dei neri. In tal modo si ha la certezza che uno dei due giocatori vincerà la partita. Vi si fa ricorso per determinare il vincitore di un torneo quando anche le partite di spareggio a tempo rapid e blitz sono terminate in parità. Generalmente si dà al bianco un tempo di riflessione di 6 minuti e al nero di 5 minuti.
Il regolamento della FIDE ha previsto la possibilità di ricorrere a questo tipo di spareggio in molte competizioni importanti, tra le quali la Coppa del Mondo di scacchi 2007. Il campionato statunitense femminile del 2008 fu deciso da una partita Armageddon tra Irina Krush e Hanna Zatons'kych. Quest'ultima si aggiudicò col nero la partita, vincendo così il campionato.
Un torneo deciso da una partita Armageddon è stato il 22° "Città di León", giocato dal 4 all'8 giugno del 2009. Magnus Carlsen e Vasyl' Ivančuk terminarono alla pari il torneo e anche gli spareggi lampo a 5 minuti si conclusero in parità. Carlsen si aggiudicò col bianco la partita Armageddon, vincendo così il torneo.
L'Armageddon può essere anche parte integrante della competizione in alcuni tornei. Uno dei tornei più importanti al mondo come il Norway Chess prevede per ogni patta una partita Armageddon per determinare il vincitore della gara. La vittoria secca assegna 2 punti, la vittoria con Armageddon ne assegna 1,5 al vincitore e 0,5 allo sconfitto.